# Ehrharta ramosa
Ehrharta ramosa är en gräsart som först beskrevs av Carl Peter Thunberg, och fick sitt nu gällande namn av Olof Swartz. Ehrharta ramosa ingår i släktet Ehrharta och familjen gräs. Inga underarter finns listade i Catalogue of Life.